# Grenze zwischen Albanien und Montenegro
Die Grenze zwischen Albanien und Montenegro trennt das Staatsgebiet der Republik Albanien von Montenegro. Sie hat eine Länge von rund 170 Kilometern auf ungefähr 100 Kilometern Luftlinie.

## Verlauf
Die gemeinsame Staatsgrenze führt in nordöstlicher Richtung von der Adria in den Hauptkamm des Dinarischen Gebirges im Prokletije (Albanische Alpen).
Die Grenze verläuft anfangs in der Buna/Bojana, wobei die Insel Ada in der Mündung zu Montenegro gehört. Sie folgt dem Flusslauf dieses Abflusses des Skutarisees (Skadarko Jezero) nordostwärts auf gut der Hälfte der Länge. Ab Samrisht läuft sie direkt nach Norden zum Skutarisee zwischen Zogaj und Ckla. In der Seemitte verläuft sie erst nach Nordwesten, bevor sie den See an dessen nordöstlichem Arm bei Han i Hotit verlässt und weiter in dieser Richtung durch die Malësia e Madhe führt. Der nördlichste Punkt der Grenze ist die Žijeva Glava 2129 m. i. J., wo sie einen großen Bogen südlich um die Region um Plav an der oberen Ljuča macht: Den Ljuča-Zufluss Gmčar quert sie in südwärtiger Richtung, und führt dann durch die hochalpinen Gipfel der Jezerca-Gruppe und der Kollata-Gruppe (Maja Rosit 2524 m ü. A.) über den Grat zwischen dem Ljučatal und dem Valbonatal ostwärts zur Zla Kolata (2534 m. i. J.), dem höchsten Punkt Montenegros. Über etwas niedrigere Berge (Maja e Karafilit 2075 m. i. J.) führt sie zur Tromeđa (ca. 2366 m. i. J.), dem Dreiländereck zum Kosovo.
Beidseits der Grenze leben Minderheiten des anderen Staates – die Albaner in Montenegro machen rund 5 % der Bevölkerung aus, die Minderheiten von Serben und Montenegrinern in Albanien sind sehr klein.
Mehrere bedeutende Schutzgebiete liegen im Grenzbereich: das albanische Landschaftsschutzgebiet Buna-Velipoja entlang der Buna, am Skutarisee der montenegrinische Nationalpark Skadarsko Jezero und das albanische Ramsar-Gebiet Liqeni i Shkodrës und im Gebirge der Nationalpark Alpen Albaniens sowie der angrenzende montenegrinische Nationalpark Prokletije.

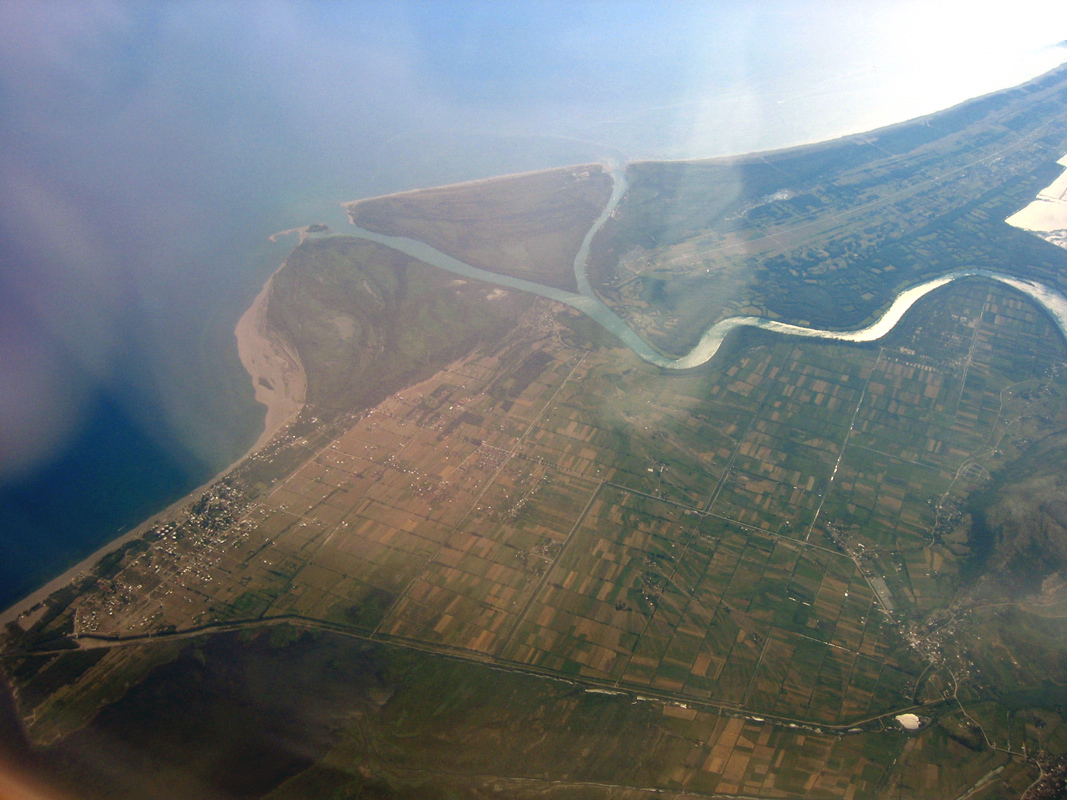
Bunamündung mit Insel Ada
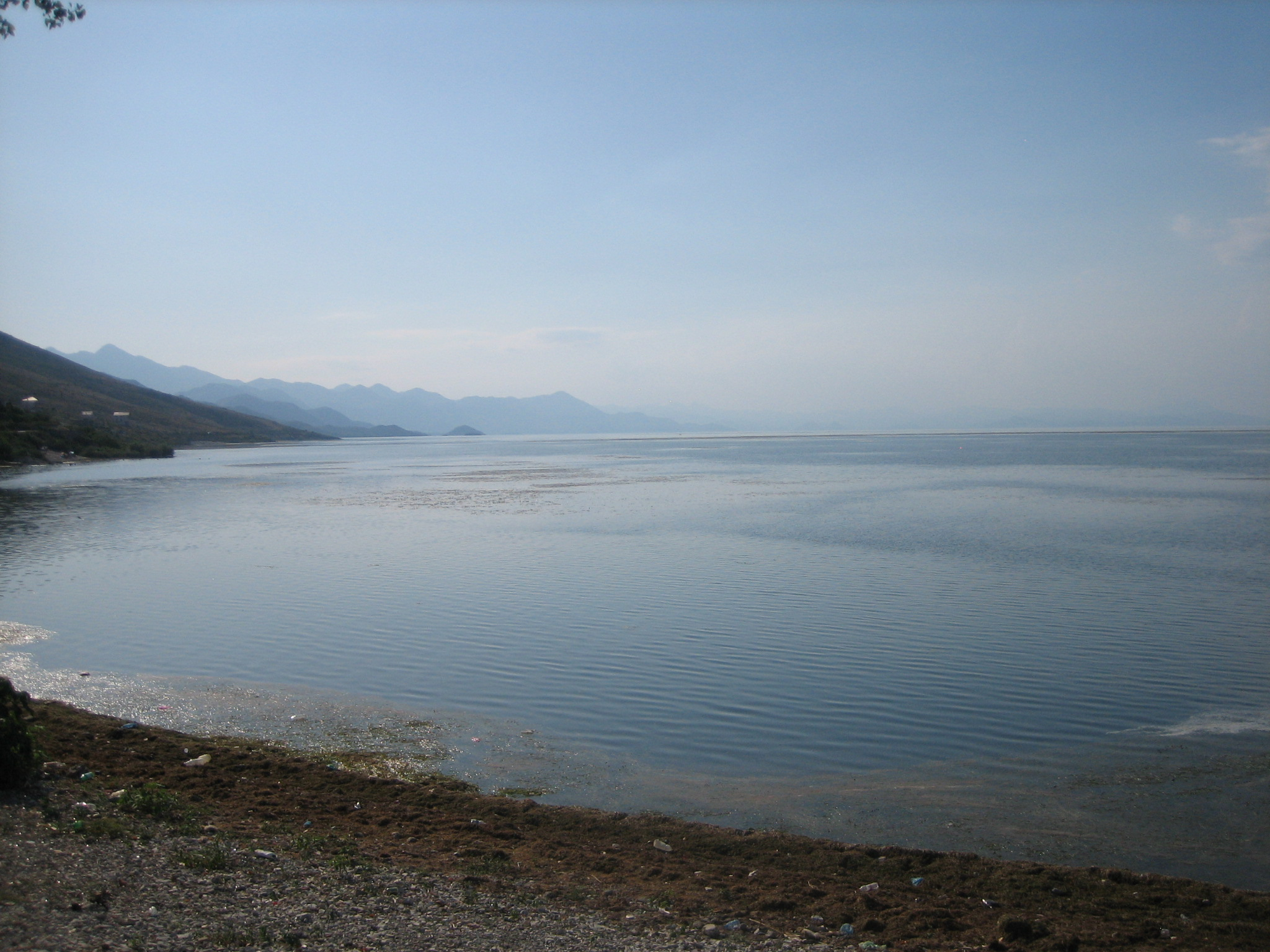
Am Westufer des Skutarisees, Blick entlang der Rumija
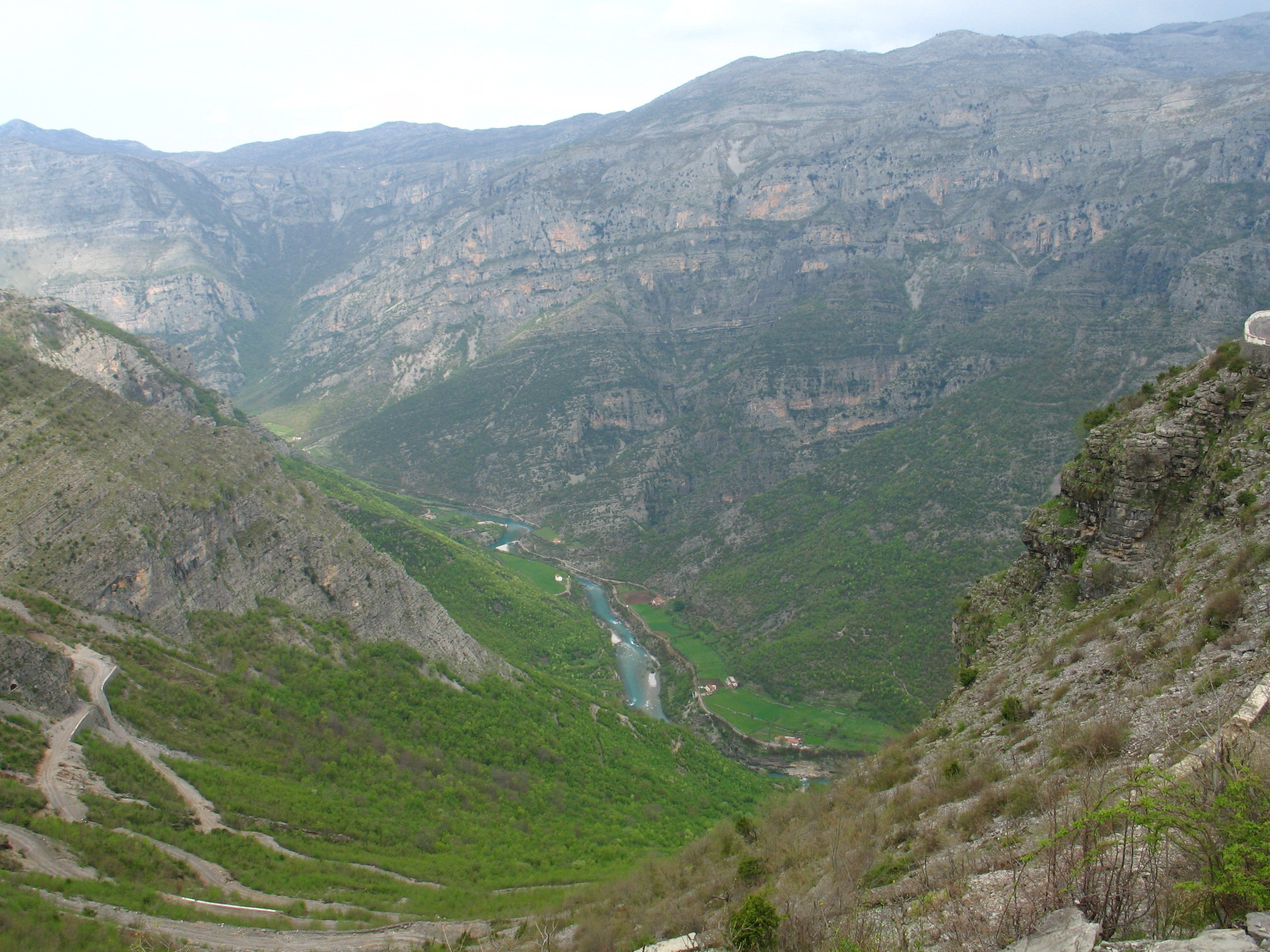
Grenzregion am Cijevna/Cem bei Tamara
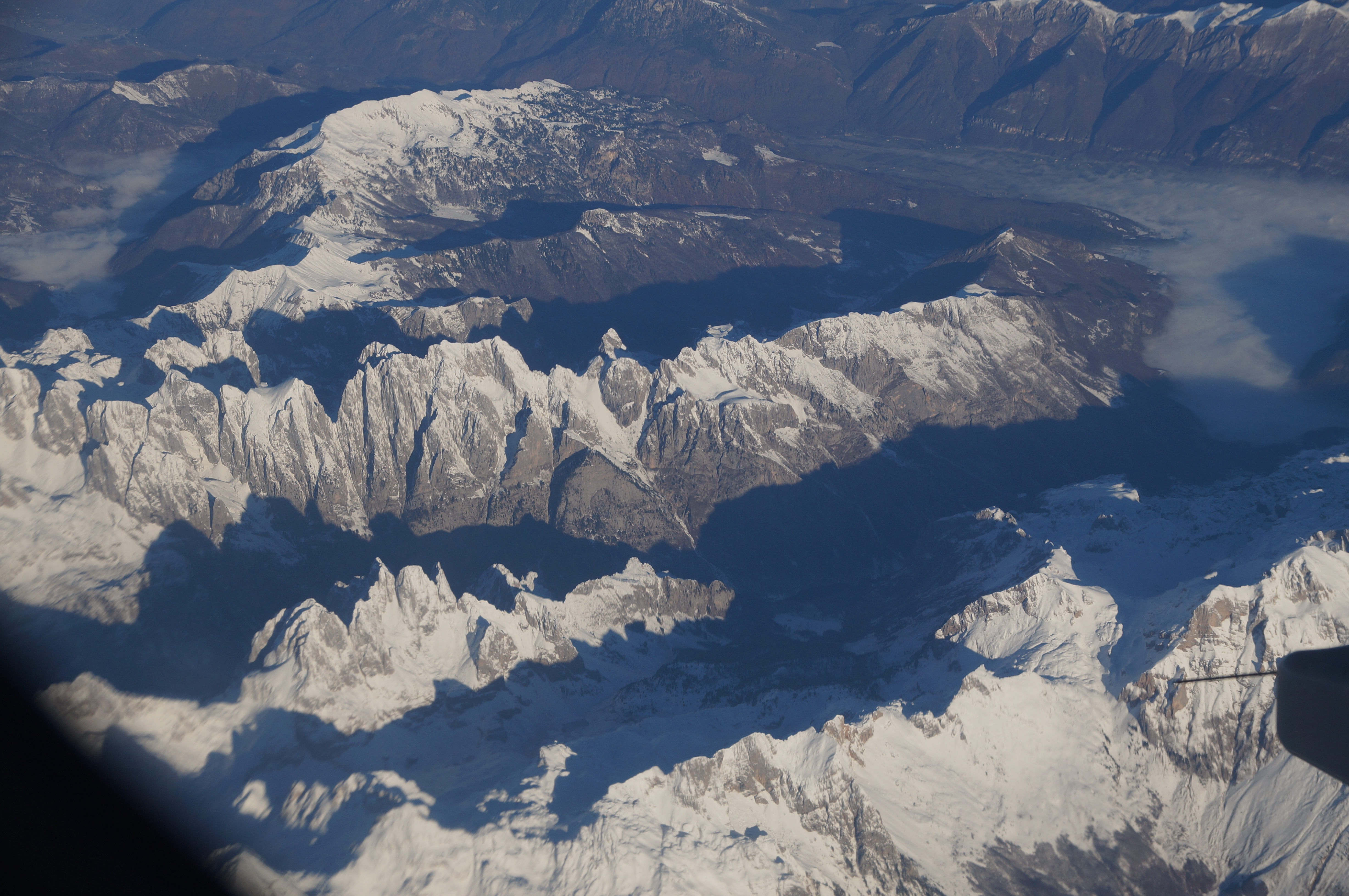
Grenzregion südlich von Plav
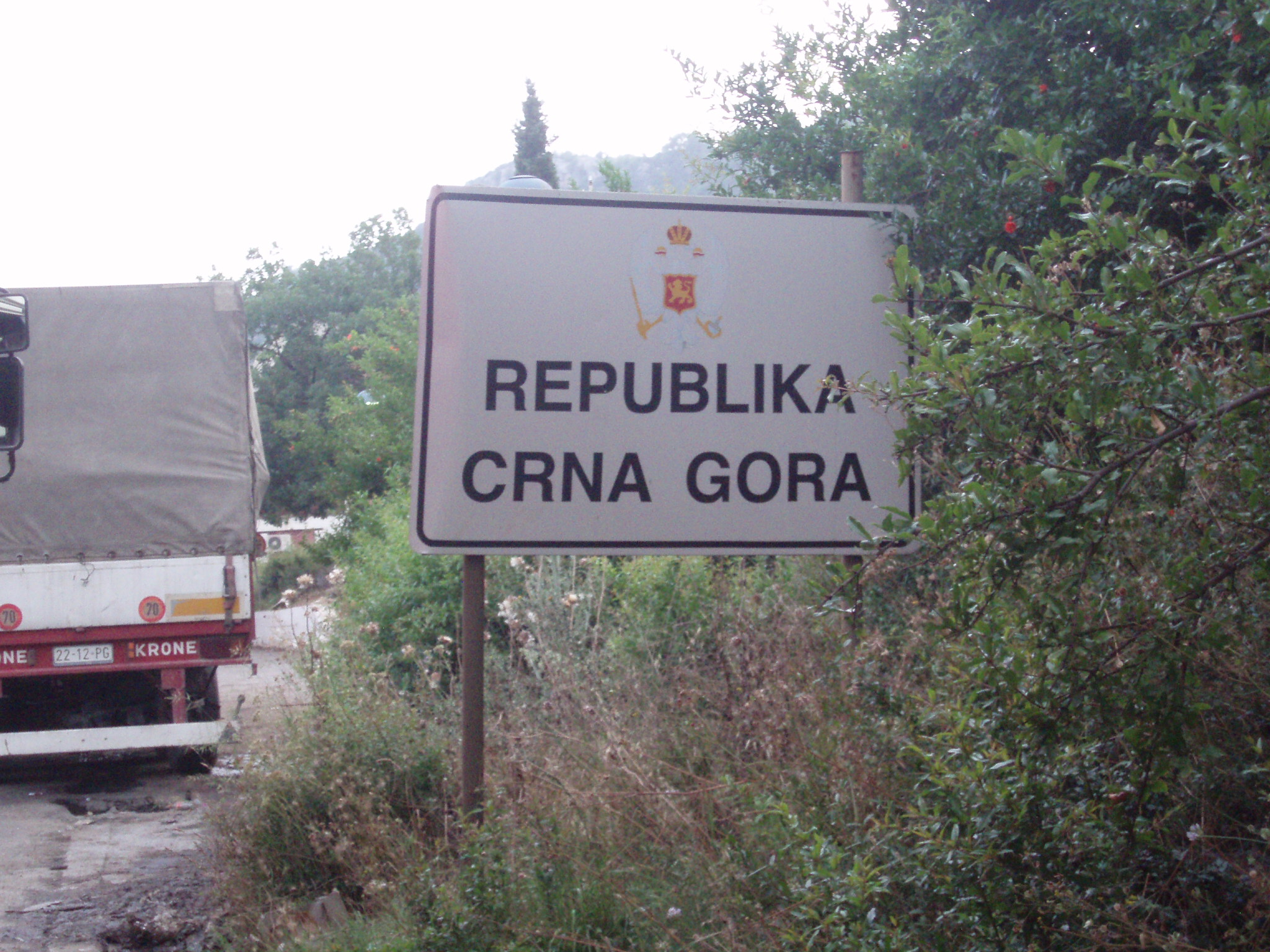
Schild an der Grenze
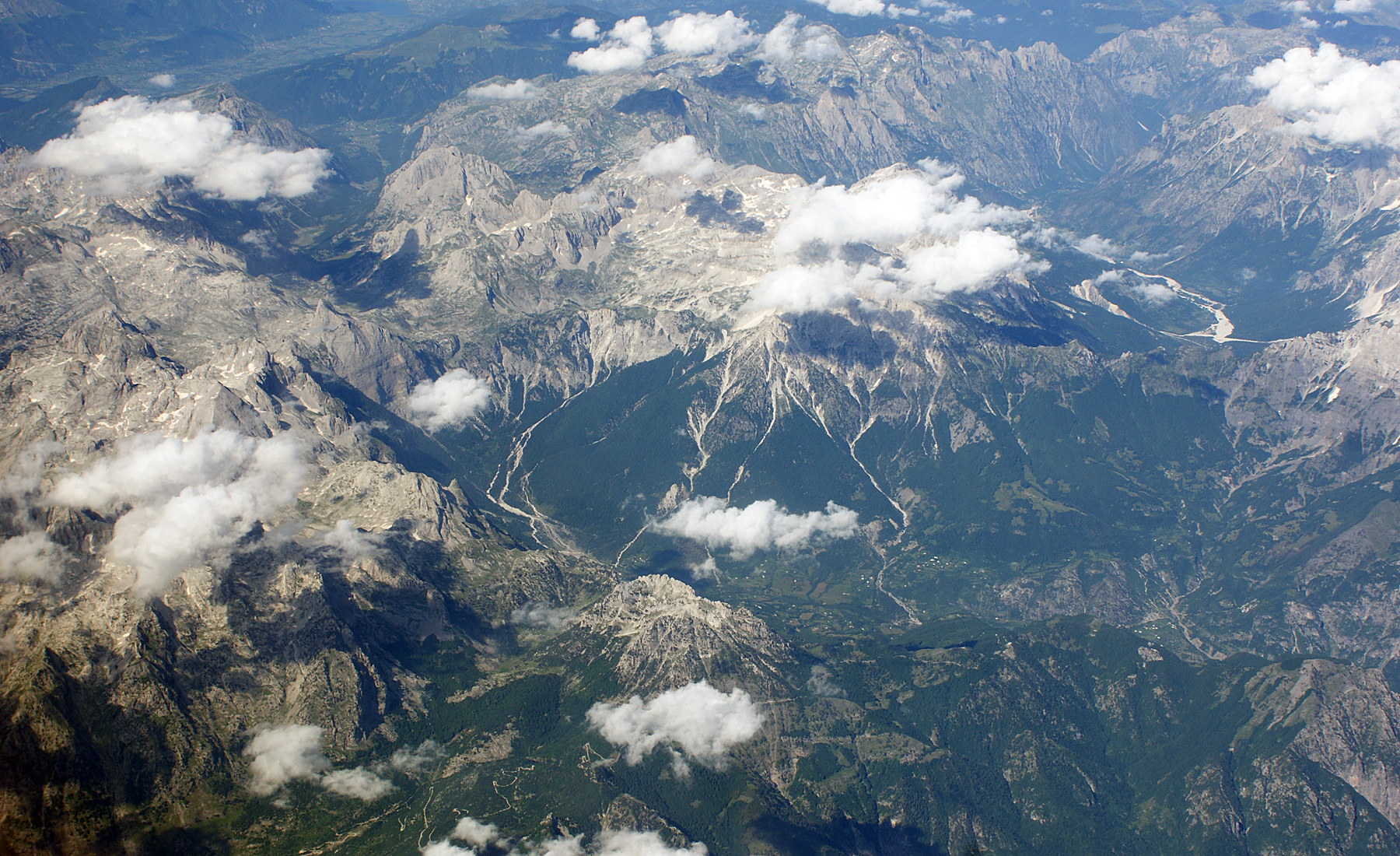
Radohima und Jezerca-Gruppe (Mitte), Luftbild Richtung Norden

## Gemeinden an der Staatsgrenze (von Nord nach Süd)

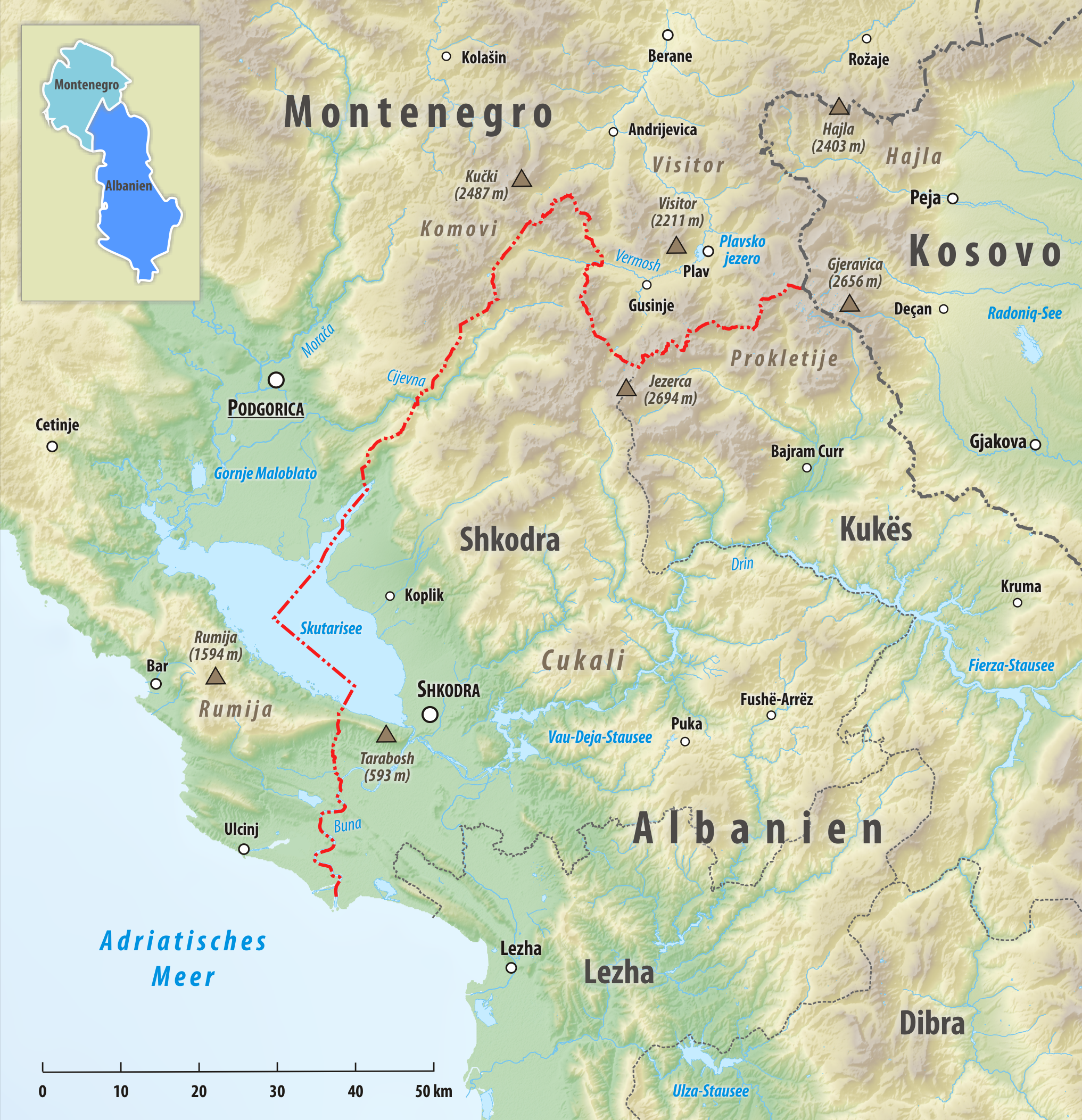
Grenzverlauf zwischen Albanien und Montenegro

| MONTENEGRO        | MONTENEGRO        |                     | ALBANIEN | ALBANIEN        | ALBANIEN |
| Gemeinde          | Grenz- übertritt  | Grenz- übertritt    | Gemeinde | Qark (Region)   |          |
| ----------------- | ----------------- | ------------------- | -------- | --------------- | -------- |
| Kosovo            |                   |                     |          |                 |          |
| Plav              |                   | P r o k l e t i j e |          | Tropoja         | Kukës    |
| Gusinje           |                   | P r o k l e t i j e |          | Tropoja         | Kukës    |
|                   | Shkodra           | P r o k l e t i j e | Shkodra  |                 |          |
|                   |                   | P r o k l e t i j e | Shkodra  | Malësia e Madhe |          |
| Andrijevica       |                   | P r o k l e t i j e | Shkodra  |                 |          |
| Podgorica         |                   | P r o k l e t i j e | Shkodra  |                 |          |
| Tuzi              |                   | P r o k l e t i j e | Shkodra  |                 |          |
|                   | S k u t a r i s e |                     | Shkodra  |                 |          |
| Zeta              |                   |                     | Shkodra  |                 |          |
|                   | Shkodra           |                     | Shkodra  |                 |          |
| Bar               |                   |                     | Shkodra  |                 |          |
| R u m i j a       |                   |                     | Shkodra  |                 |          |
| Ulcinj            |                   |                     | Shkodra  |                 |          |
|                   | B u n a           |                     | Shkodra  |                 |          |
| Adriatisches Meer |                   |                     |          |                 |          |

## Geschichte

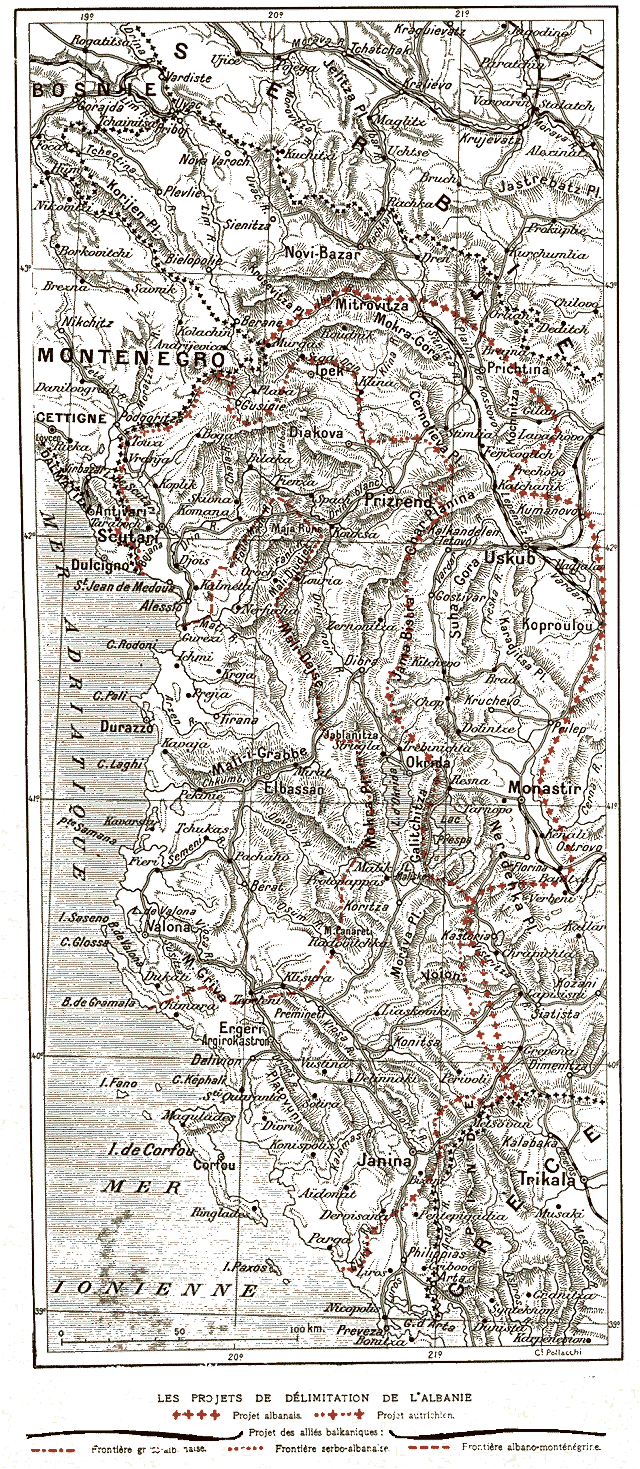
Vorschläge zur Grenzziehung Albaniens, Londoner Botschafterkonferenz 1913 (L’Illustration)

Zu Osmanischer Zeit gehörte das Gebiet zum Eyâlet Rumelien, dem alten europäischen Teil des eroberten Ostrom (Rum), und darin zum Sandschak Shkodra. Mit dem Zerfall des Osmanischen Reiches bildete sich 1852 das Fürstentum Montenegro, das 1878 endgültig unabhängig wurde, seinerzeit aber noch als Binnenstaat: Das Küstengebiet im Norden war die österreichischen Herrschaft Cattaro (Kotor), der Raum südlich um den Lago de Scutari (Skutarisee) blieb beim osmanischen Shkodra. Die Grenze verlief nördlich von Spizza (Sagradje/Sutomore) bei Ostrowizza (Ostrowitz) als osmanisch-österreichische Grenze, über den Sutorman-Berg, und nördlich des Skutarisee um das noch osmanische Podgorica herum, die Sitnica aufwärts und nach Spuž, und von dort ostwärts in die Berge. Die in der Liga von Prizren vereinigten Albaner kämpften im Winter 1879/80 – darunter in der Schlacht von Nokšić – erfolgreich gegen die Abtretung von Plav an die Montenegriner. Statt diesem Gebiet wurde Montenegro dann Ulcinj (Olgun/Ulqini) zugesprochen. Mit der Umstrukturierung des Osmanischen Staates war 1867 ein eigenständiger reichsunmittelbarer Vilâyet Shkodra entstanden.
1910 wurde Montenegro zum Königreich erhoben, 1913 wurde das Fürstentum Albanien souverän. Dabei wurden auf der Londoner Botschafterkonferenz 1913 diverse Vorschläge zur Grenzziehung gemacht, die übereinstimmend die Grenze der beiden Staaten über die Mitte des Skutarisee vorsahen und im heutigen Verlauf im Raum Plav dem österreichischen Vorschlag entsprechend, der das Tal Montenegro zuordnete. In der Form besteht die Grenze bis heute.
Während der Balkankriege 1912/13 beanspruchten Montenegriner und Serben das nordalbanische Shkodra für ihre Staaten. Montenegro belagerte Shkodra und nahm die Stadt schlussendlich ein. Auf Druck der europäischen Großmächte mussten die Truppen aber wieder abziehen.

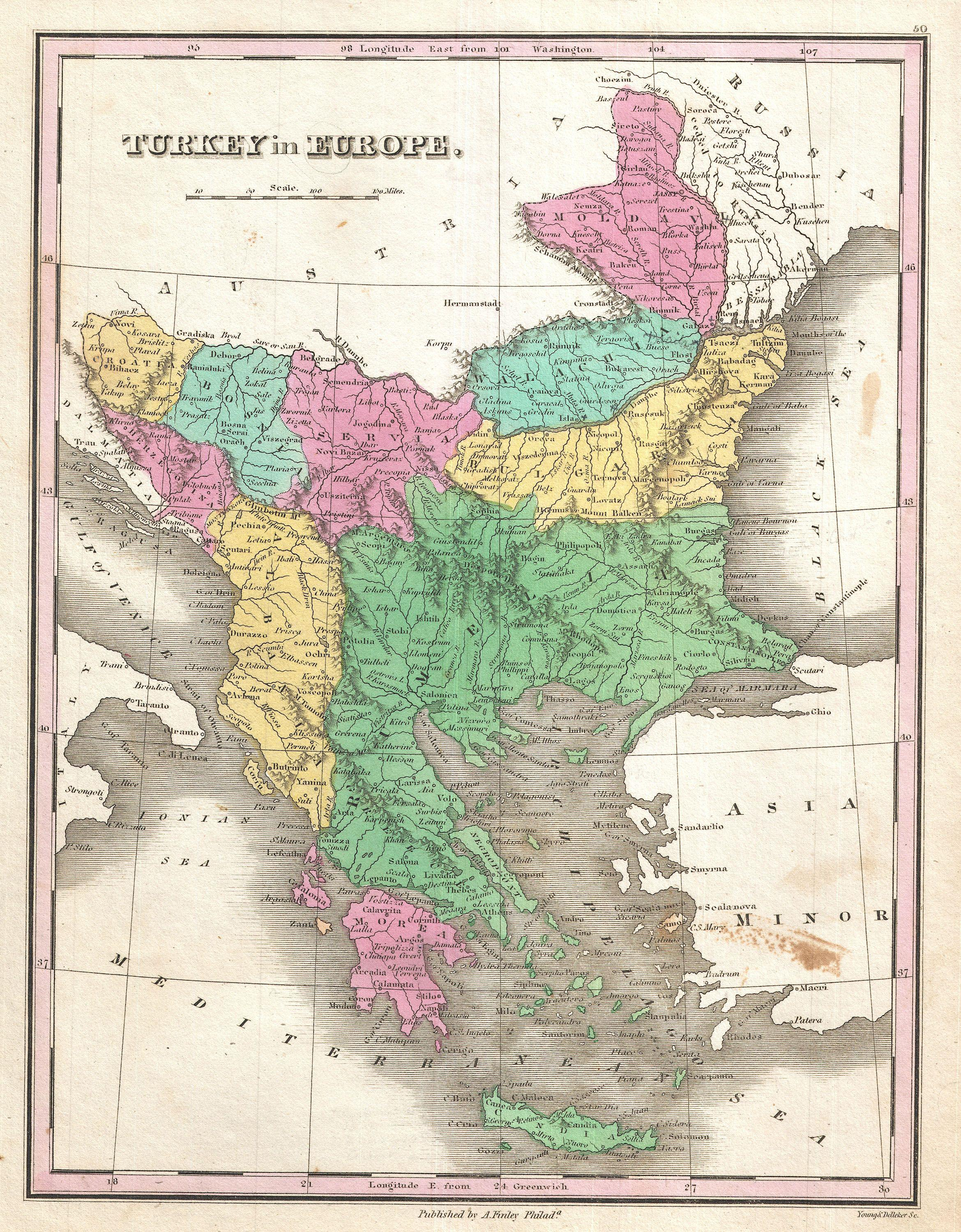
Türkei (Osmanisches Reich), Europäischer Teil, 1827 (Finley: A New General Altas)
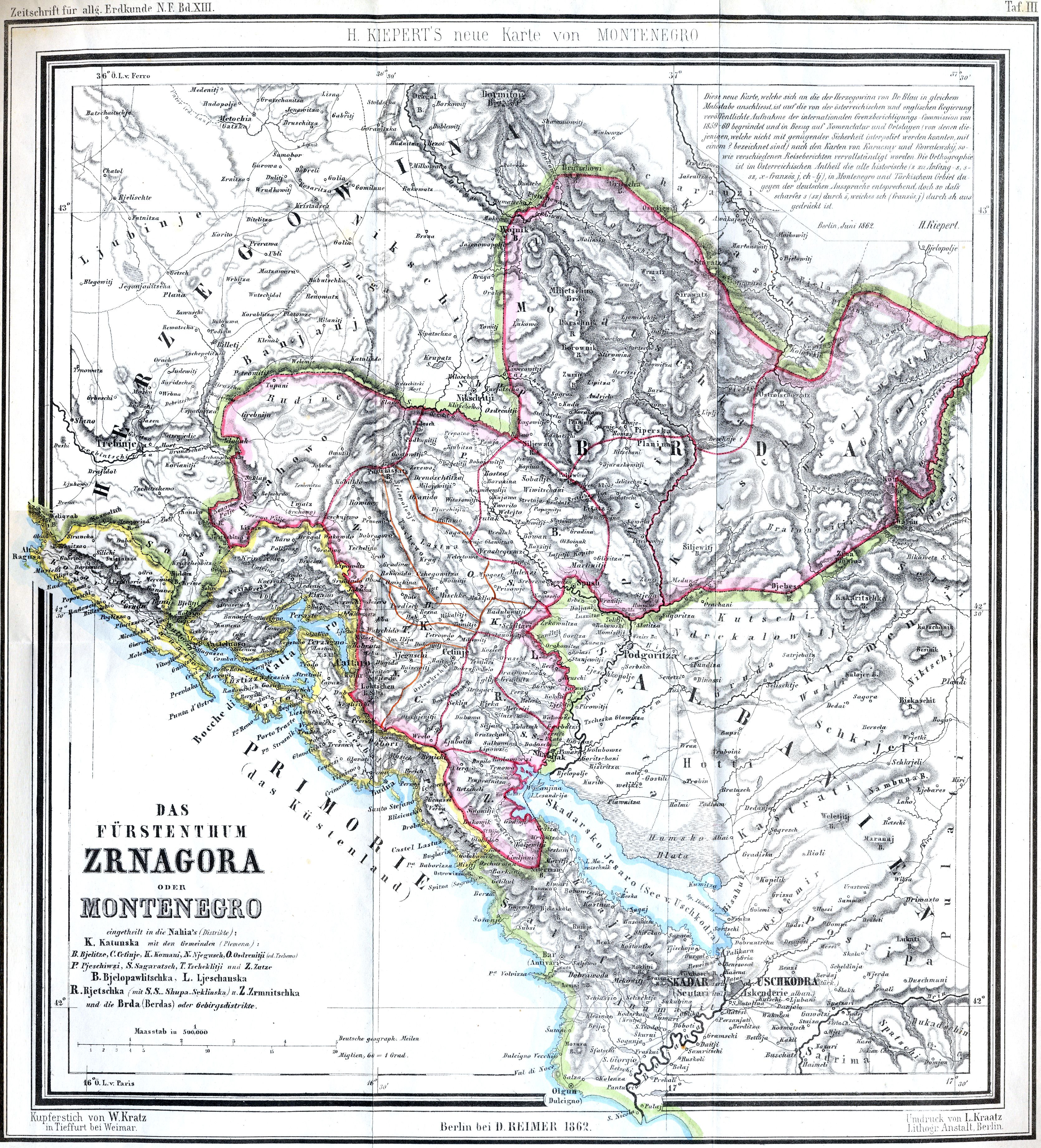
Fürstentum Zrnagora (Montenegro), 1862 (Zeitschr. d. Ges. für Erdkunde zu Berlin)
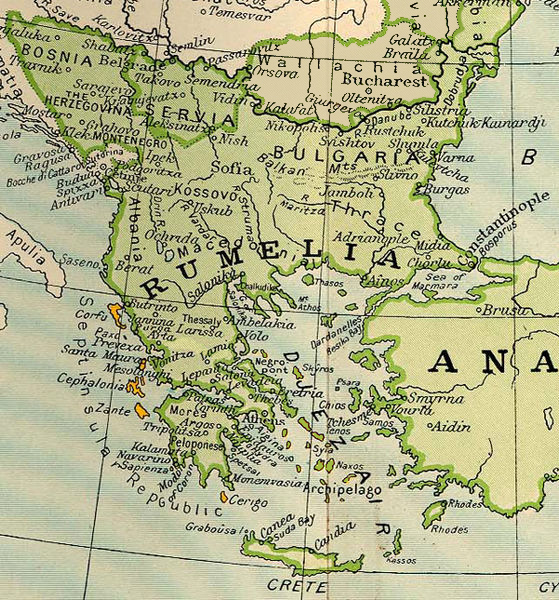
Osmanisches Rumelien, 1881

| Status / Ereignis / Kommentar | Staat Süd                                                                       | Staat Süd   | Staat Süd   | Staat Nord  | Staat Nord                    | Staat Nord                                             |
| --- | ------------------------------------------------------------------------------- | ----------- | ----------- | ----------- | ----------------------------- | ------------------------------------------------------ |
| keine Grenze innerhalb Osmanischem Reich | Osmanisches Reich (Eyâlet Rumelien, Sandschak Shkodra; ab 1867 Vilâyet Shkodra) | bis 1912    | bis 1912    | bis 1878    | bis 1852                      | Osmanisches Reich (Eyâlet Rumelien, Sandschak Shkodra) |
| innerosmanische Grenze; Grenze lag etwas weiter nördlich, Fürstentum Montenegro de facto unabhängig                                            | Osmanisches Reich (Eyâlet Rumelien, Sandschak Shkodra; ab 1867 Vilâyet Shkodra) | bis 1912    | bis 1912    | bis 1878    | 1852 – 1878                   | Osmanisches Reich (Fürstentum Montenegro)              |
| Unabhängigkeit Montenegros | Osmanisches Reich (Eyâlet Rumelien, Sandschak Shkodra; ab 1867 Vilâyet Shkodra) | bis 1912    | bis 1912    | 1878 – 1918 | 1878 – 1910                   | Fürstentum Montenegro                                  |
| Erklärung Königreich | Osmanisches Reich (Eyâlet Rumelien, Sandschak Shkodra; ab 1867 Vilâyet Shkodra) | bis 1912    | bis 1912    | 1878 – 1918 | 1910 – 1916                   | Königreich Montenegro                                  |
| Unabhängigkeit Albaniens 1912; Fürstentum de iure ab 1913; 1913 wurde der heutige Grenzverlauf festgelegt                                      | Fürstentum Albanien                                                             | 1912 – 1925 | 1912 – 1914 | 1878 – 1918 | 1910 – 1916                   | Königreich Montenegro                                  |
| Erster Weltkrieg, vielfach besetzt durch Serbien, Griechenland, Bulgarien, Frankreich, Italien und Österreich-Ungarn (Norden inkl. Montenegro) | Fürstentum Albanien                                                             | 1912 – 1925 | 1914 – 1918 | 1878 – 1918 | 1916 – 1918                   | Königreich Montenegro                                  |
| Gründung Jugoslawisches Königreich | Fürstentum Albanien                                                             | 1912 – 1925 | 1920 – 1925 | 1918 – 1945 | 1918 – 1941                   | Königreich Jugoslawien                                 |
| Erklärung Präsidialrepublik | Erste Republik Albanien                                                         | 1925 – 1928 | 1925 – 1928 | 1918 – 1945 | 1918 – 1941                   | Königreich Jugoslawien                                 |
| Erklärung Königreich | Königreich Albanien                                                             | 1928 – 1944 | 1928 – 1939 | 1918 – 1945 | 1918 – 1941                   | Königreich Jugoslawien                                 |
| Albanien besetzt durch Königreich Italien | Königreich Albanien                                                             | 1928 – 1944 | 1939 – 1943 | 1918 – 1945 | 1918 – 1941                   | Königreich Jugoslawien                                 |
| Montenegro besetzt durch Königreich Italien | Königreich Albanien                                                             | 1928 – 1944 | 1939 – 1943 | 1918 – 1945 | 1918 – 1941                   | Königreich Jugoslawien                                 |
| 1941 – 1943 | Königreich Albanien                                                             | 1928 – 1944 | 1939 – 1943 | 1918 – 1945 | Unabhängiger Staat Montenegro |                                                        |
| Balkan besetzt durch Drittes Reich | Königreich Albanien                                                             | 1928 – 1944 | 1943 – 1944 | 1918 – 1945 | Unabhängiger Staat Montenegro | 1943 – 1944                                            |
| Sozialistische Volksrepubliken | Sozialistische Volksrepublik Albanien                                           | 1944 – 1990 | 1944 – 1990 | 1945 – 1992 | 1945 – 1992                   | Sozialistische Föderative Republik Jugoslawien         |
| Regimesturz in Albanien | Republik Albanien                                                               | seit 1990   | seit 1990   | 1945 – 1992 | 1945 – 1992                   | Sozialistische Föderative Republik Jugoslawien         |
| Gründung Bundesstaat | Republik Albanien                                                               | seit 1990   | seit 1990   | 1992 – 2006 | 1992 – 2003                   | Bundesrepublik Jugoslawien                             |
| Umbenennung Bundesstaat | Republik Albanien                                                               | seit 1990   | seit 1990   | 1992 – 2006 | 2003 – 2006                   | Serbien und Montenegro                                 |
| Unabhängigkeit Montenegros | Republik Albanien                                                               | seit 1990   | seit 1990   | seit 2006   | seit 2006                     | Republik Montenegro                                    |

## Grenzübertritt und Grenzverkehr

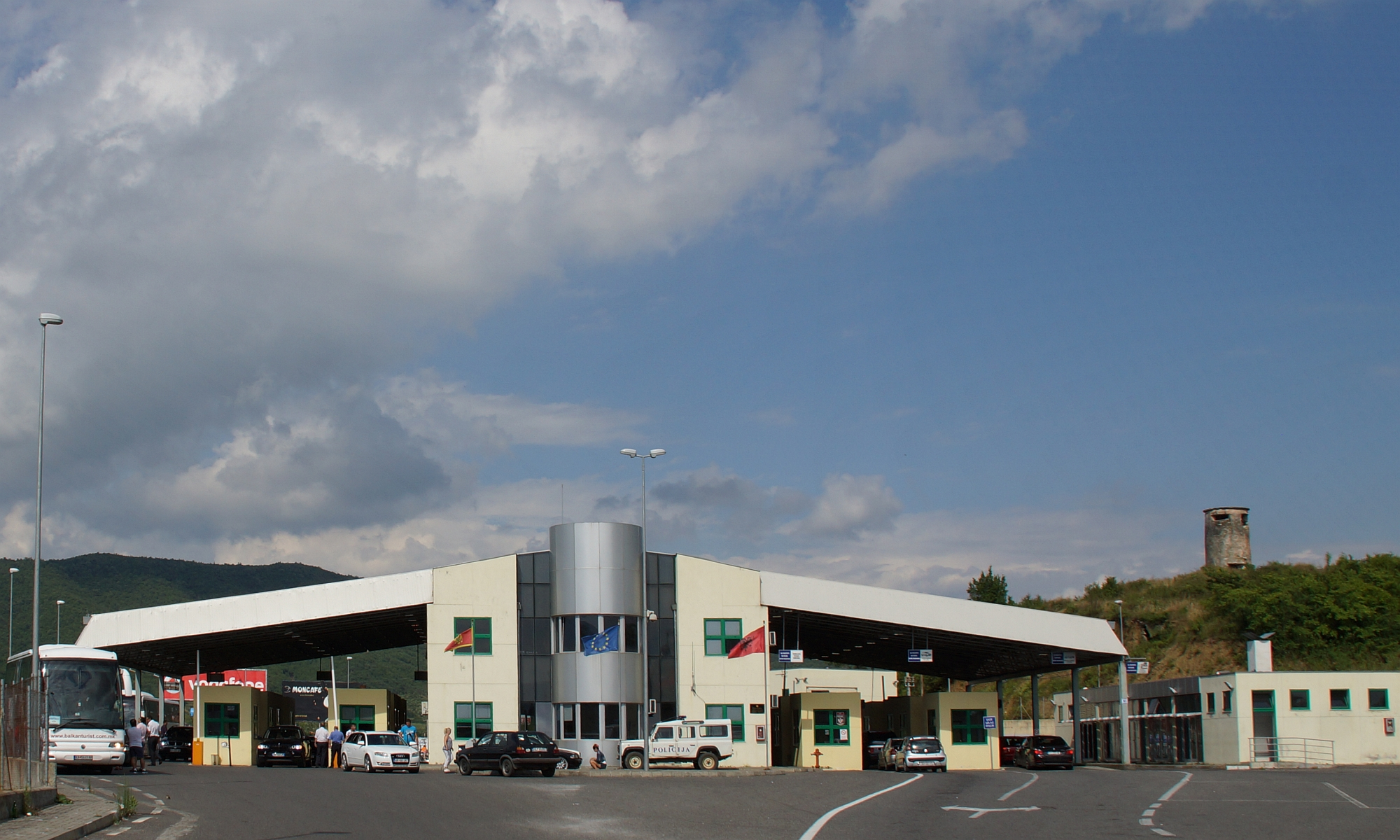
Grenzübergang Muriqan

Internationale Grenzübergänge zwischen den beiden Staaten sind (die albanische Seite zuerstgenannt):
- Muriqan–Sukobin auf der Route Shkodra  – Ulcinj – Bar
- Han i Hotit–Božaj auf der Route Shkodra  – Podgorica
- Grabom auf der Route Tamara  – Podgorica (R-27)
- Vermosh–Gusinje auf der Route Han i Hotit – Kelmend  – Plav (R-9)

Die Einrichtung eines Grenzübergangs am Südufer des Skutarisees bei Zogaj war 2018 von den Regierungen der beiden Ländern beschlossen worden. Es fehlte bis 2024 aber ein Straßenanschluss auf albanischer Seite. Auch der Bau eines weiteren Grenzübergangs an der Bunamündung mit neuer Brücke über den Fluss wurde zu Beginn der 2020er Jahre von den beiden Staaten projektiert.
Wanderer, die zum Beispiel auf dem Fernwanderweg Peaks of the Balkans unterwegs sind, können die Grenze im Gebirge nach elektronischer Beantragung einer Bewilligung auch außerhalb der offiziellen Grenzübergänge überschreiten.